# Massimo Vignelli
(Massimo Vignelli nel documentario Helvetica di Gary Hustwit.)
Massimo Vignelli (Milano, 10 gennaio 1931 – New York, 27 maggio 2014) è stato un grafico e designer italiano.

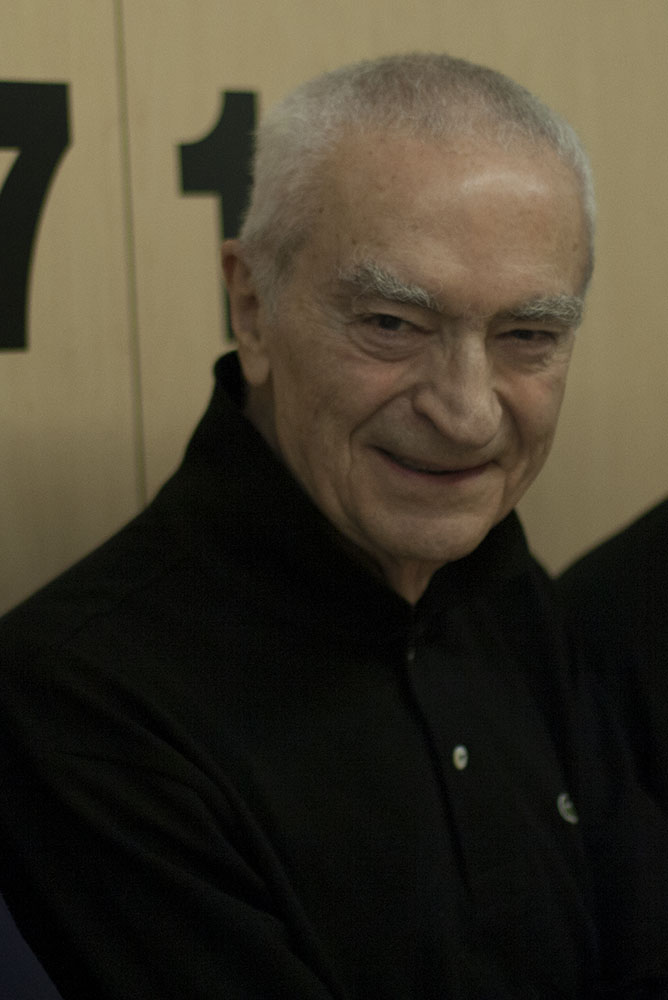
Massimo Vignelli nell'archivio del Vignelli Center for Design Studies

Nel corso della sua lunghissima carriera, sempre in collaborazione con la moglie Lella, si è occupato di svariati rami del design.
La sua produzione spazia dal graphic design (area nella quale sarà più prolifico), al prodotto fino alla progettazione di esibizioni, una linea di vestiti e diverse sedute per marchi importanti come Poltrona Frau, Knoll, Acerbis International, Heller e Poltronova. Vignelli ha curato l'immagine di svariate fra le più importanti aziende al mondo, fra le quali figurano American Airlines (identità progettata nel 1967 e rimasta in uso fino all'inizio del 2013) Benetton, Ford, Knoll, Ducati. A partire dagli anni sessanta, inoltre, è stato uno dei principali artefici del rinnovamento della grafica internazionale, principalmente attraverso la diffusione della metodologia modernista con Unimark International.
Caratteristica del pensiero di Vignelli è il suo motto, "Design is One". Secondo Vignelli, infatti, la disciplina del design è una soltanto. Ogni settore necessita di competenze specifiche, ma se si è davvero in grado di progettare una cosa, allora si è in grado di progettare qualunque cosa.
Diverse opere di divulgazione pubblicate nei recenti anni hanno contribuito ad estendere l'influenza di Vignelli anche sulle nuove generazioni. Fra queste si ricordano i libri Vignelli: from A to Z (2007), The Vignelli Canon (2009), Unimark International: The design of business and the business of design (2009), Lella and Massimo Vignelli: Two Lives, One Vision (2014) e il documentario Design is One (2013) di Kathy Brew e Roberto Guerra.
Assieme a Paul Rand, Saul Bass, Milton Glaser e Herb Lubalin è riconosciuto come uno dei più grandi maestri del graphic design della sua generazione.

## Biografia
Massimo Vignelli nasce a Milano il 10 gennaio 1931. Nel 1949, a soli diciotto anni, il giovane Massimo partecipa al Congresso Internazionale di Architettura Moderna, che quell'anno si sarebbe svolto a Bergamo. Qui ha l'opportunità di conoscere i migliori architetti europei dell'epoca, esperienza che descriverà come «una festa, per un giovane fanatico com'ero all'epoca». Vignelli crescerà assieme a quella che diventerà la prossima generazione di grandi architetti: Vittorio Gregotti, Aldo Rossi, Gae Aulenti, Guido Canella e molti altri.

Vignelli ha studiato Architettura al Politecnico di Milano e all'Università IUAV di Venezia. Quando era ancora uno studente a Venezia, Paolo Venini, proprietario della Venini Glass, gli offrì l'opportunità di progettare alcune lampade in vetro soffiato. Le lampade che progettò durante questo periodo sono ora esposte in diversi musei e rappresentano una delle prime esperienze di Vignelli nel design, oltre ad alcuni dei suoi primi lavori riconosciuti. In questo stesso periodo Vignelli inizia ad occuparsi della progettazione grafica di giornali, libri e packaging, allontanandosi dall'architettura per avvicinarsi sempre di più al design.
(Massimo Vignelli, Vignelli: from A to Z.)
Nel 1957 si sposa con Lella ed insieme si spostano momentaneamente negli Stati Uniti, grazie ad una proposta di lavoro che Massimo ricevette da una società del Massachusetts. Tuttavia i prodotti che Vignelli progetta in questo periodo (forchette, coltelli e cucchiai) vengono rigettati dal dipartimento di marketing perché considerati troppo moderni.
L'anno seguente l'IIT Institute of Design offre a Vignelli una cattedra part-time, così la coppia si trasferisce a Chicago.
Vignelli rimane a Chicago per due anni, durante i quali ha l'opportunità di conoscere importanti nomi dell'architettura internazionale, uno fra tutti Mies van der Rohe.
Nel 1960 Vignelli è costretto a rientrare in Italia a causa della scadenza del suo visto. In questo periodo Vignelli riceve diversi incarichi da illustri compagnie come Olivetti, Pirelli e Xerox, Sansoni, ed altri editori. Vignelli descrive questi anni come gli anni nei quali il suo personale approccio al design iniziò a manifestarsi.

## Carriera

### Unimark International
Nel frattempo i coniugi Vignelli danno vita, a Milano, al loro primo studio di design, dove lavoreranno fino al 1964. Alla fine del 1964, Vignelli si trasferisce definitivamente negli Stati Uniti. In questo periodo inizia a prendere forma l'idea di uno studio internazionale, idea che diverrà realtà sotto il nome di Unimark International, fondato dai soci: Massimo Vignelli, Ralph Eckerstrom, Bob Noorda, Jay Doblin, James Fogelman, Wally Gutches, e Larry Klein.
Unimark crebbe in fretta e divenne presto uno degli studi di design più importanti al mondo, con sedi a Chicago, New York, Denver, Cleveland, Detroit, San Francisco, Milano, Londra, Copenaghen, Johannesburg e Melbourne. Vignelli si occupa del coordinamento dei diversi uffici, ed in questo periodo viaggia molto fra un paese e l'altro per gestire e dare delle linee guida alle varie sedi, in modo da stabilire un linguaggio comune. In questo periodo Vignelli guida la realizzazione di diversi progetti spesso erroneamente attribuiti a Vignelli Associates, fra cui i progetti di identità visiva per American Airlines (1967), Ford (1965) e la celebre segnaletica per la metropolitana di New York City (1966). Vignelli lascerà Unimark nel 1971, a seguito dei sempre più crescenti dissapori verso la condotta della società, sempre più improntata verso il marketing.

### Mappa della metropolitana di New York City
Fin dalla sua nascita nel 1904, la metropolitana di New York fu etichettata “The Labyrinth” a causa della sua complessità. Per risolvere il problema, nel 1966 la Unimark fu incaricata di ridisegnare il sistema segnaletico dei trasporti newyorkesi. Nello specifico, Vignelli si occupò della progettazione della mappa della metropolitana.
Alle 14:35 del 27 ottobre 1904 partì il primo treno della metropolitana di New York, costruita in soli due anni dalla Interborough Rapid Transit Company (IRT). Le tre società che gestivano la fitta rete metropolitana vennero poi fuse nel 1940 sotto il nome di Metropolitan Transportation Authority (MTA).
Nonostante l’aggregazione, la situazione era sempre più caotica: la segnaletica era confusa e disomogenea, in quanto più treni utilizzavano gli stessi binari e alcune linee erano più larghe di altre impedendo ad alcuni convogli di circolare su tutte le tratte.
Per risolvere il problema, nel 1966 la MTA incaricò Unimark International di progettare un nuovo sistema di segnaletica per incrementare e ottimizzare la comunicazione. Il direttore della sede di New York era Massimo Vignelli, il quale lavorò sia alla mappa, pubblicata nel 1972, sia alla segnaletica, grazie all’aiuto di Bob Noorda, direttore dello studio Unimark a Milano, il quale si era precedentemente occupato della metropolitana milanese.
Dopo un’analisi dettagliata del contesto da parte di Noorda, i due designer delinearono i principi guida del progetto: l’obiettivo era rendere l’orientamento e il sistema di trasporto chiaro ed efficace. Le informazioni furono organizzate in tre categorie: identificazione, direzione ed informazione; l’Helvetica medium, appositamente modificata, fu scelta come font in sostituzione dello Standard Medium; il colore fu usato come mezzo per stabilire la gerarchia informativa e i pannelli furono ridimensionati e semplificati.
Il progetto di cui si occupò la Unimark comprendeva l’intero sistema di segnaletica di New York. Il contributo di Vignelli è tuttavia maggiormente riscontrabile nel disegno della mappa realizzata nel 1972. Si tratta di un esempio di minimalismo, essenzialità grafica e potenza comunicativa: gli unici elementi presenti sono geometrici e il colore è usato per distinguere in modo immediato le varie linee. I quartieri sono ridotti a forme geometriche bianche e la maggior parte dei dettagli topografici, tra cui strade e parchi, sono stati eliminati.
Tutte le mappe della metropolitana di New York fino ad allora miravano a trasmettere le informazioni necessarie ai viaggiatori, con il risultato di sovrapposizioni semantiche e di una lettura molto frammentata e visivamente poco gradevole. Per Vignelli l'unico modo per fornire indicazioni chiare era creare una diversificazione tra mappe per ogni specifico bisogno.
Perciò nel suo progetto troviamo quattro diverse tipologie di mappa: 
- mappa del sistema ferroviario: rispondeva all’esigenza di raggiungere una determinata destinazione. Un colore diverso per ogni linea, un punto per ogni stazione. L'intera mappa è progettata su una griglia a 45/90 gradi, che presentava però distorsioni geografiche a favore di una netta geometria;
- mappa geografica: riportava tutte le informazioni geografiche e fisiche di un’area specifica intorno alla stazione;
- mappa del quartiere: mostrava informazioni sui collegamenti disponibili in superficie a quella determinata fermata;
- mappa verbale: forniva informazioni scritte, e non grafiche, su come raggiungere una destinazione;[15][4]

Il lavoro di Vignelli si era largamente ispirato dal progetto di Harry Beck, tipografo britannico e autore della più famosa mappa della metropolitana di Londra realizzata nel 1931; anche in questo caso era stata creata una mappa incentrata sulla topologia della rete ferroviaria sotterranea, mettendo in secondo piano la geografia della città.
Nonostante i giornali avessero annunciato il cambiamento già da tempo, quando venne introdotta questa nuova organizzazione di mappe, la popolazione faticò ad adattarsi al nuovo sistema di lettura.
I problemi sorsero perché gli utenti trovarono disorientante l’assenza di corrispondenza geografica: 
- le stazioni, rappresentate con un punto sulla mappa, sembravano essere nella posizione errata;
- il mare era colorato di beige come l’intero sistema idrico;
- Central Park era rappresentato come un rettangolo grigio tre volte più piccolo delle sue dimensioni effettive.

Mentre il pubblico di Londra capì che la mappa di Harry Beck era gravemente distorta, ma una soluzione perfetta per navigare tra due stazioni semplificando lo schema della complessa morfologia della città, i newyorkesi non apprezzarono lo stesso approccio: erano fieri di sapersi muovere nella città grazie alla sua schematicità tanto da reputare inutile e disorientante una sua schematizzazione ulteriore.
Dopo un periodo di lamentele da parte del pubblico, la mappa venne modificata progressivamente e nel 1979 fu sostituita con una delle versioni precedenti.
Una parte dell’insuccesso della mappa è da attribuire alla MTA, la quale per motivi economici non rispettò nella totalità le indicazioni contenute nel manuale d’identità pubblicato nel 1970: ad esempio introdusse una sola delle quattro mappe progettate per essere utilizzate in sinergia e non sostituì la typeface nella sua totalità. Inoltre, nella fase di progettazione, la MTA colpita dal metodo di Vignelli, mandò il progetto in produzione senza sottoporlo alle abituali approvazioni degli utenti. Altro fattore che determinò queste problematiche fu un’inefficace comunicazione tra Unimark e MTA.
Vignelli articolò il suo progetto sui principi della semplicità, chiarezza, prammatica, analisi del contesto e appropriatezza. L’obiettivo era la creazione di un artefatto comunicativo che fosse atemporale e talmente chiaro da non necessitare spiegazioni aggiuntive.
Come disse Vignelli stesso: “abbiamo la responsabilità verso il nostro cliente di progettare qualcosa che non diventerà presto obsoleto…Abbiamo la responsabilità verso la società di cercare un significato nel design, nella struttura, tale che duri per molto tempo…”
Il designer sosteneva che la sua mappa non fosse stata recepita e compresa da quelle che lui definiva “verbal people”, cioè coloro che prediligevano una spiegazione scritta delle indicazioni di navigazione, ma fosse stata progettata per le “visual people”, tra le quali lui si identificava.
Inoltre, precisava che il suo progetto non dovesse essere definito mappa, ma più correttamente diagramma.
Quando gli vennero chieste le ragioni dell’insuccesso del suo progetto rispose così: "Penso che la vera ragione sia lo spazio. Ma non perché Manhattan sia troppo piccola, è perché vogliono mettere troppe informazioni che non appartengono al diagramma. Ecco perché. All'improvviso c'è ... e non c'è motivo. Voglio dire, tutto ciò che vuoi sapere è [come] passare da A a B".
Secondo Vignelli il lavoro del designer consiste nel creare un design che risponda ai “bisogni delle persone, non ai loro desideri”.
Nonostante ciò, il suo progetto si rivelò lontano dall’essere di facile comprensione per coloro che necessitassero di orientarsi nella metro definita “the Labyrinth”.
Nonostante il suo obiettivo fosse quello di creare un sistema di comunicazione di facile comprensione per gli utenti, i newyorkesi non apprezzarono il progetto tanto che venne presto modificato e poi sostituito. Sebbene alla base del suo design ci fossero principi di pragmatismo e atemporalità, il suo lavorò si rivelò inefficace nella comunicazione con gli utenti, risultando troppo innovativo e astratto per un pubblico abituato a leggere le mappe e non a comprenderle.

Dal punto di vista funzionale il progetto di Vignelli non riuscì nel suo obiettivo, tanto da essere definito “uno dei maggiori magnifici fallimenti del Modernismo”. Tuttavia il suo lavoro si è distinto dal punto di vista grafico ed estetico guadagnandosi un posto nella collezione espositiva del MoMa dal 2004. Quello che voleva essere un efficace strumento per la navigazione, divenne una vera e propria opera d’arte. Inoltre, nel 2011 a tempi più maturi per comprendere il progetto, a Vignelli fu commissionata la rivisitazione della sua mappa per essere adottata all’interno di una versione interattiva “The Weekender”.
E fu così che nel 1979, la mappa Vignelli fu sostituita da una mappa convenzionale, meno elegante e più geograficamente accurata, che persiste tutt'oggi in una forma riveduta. Mi ricordo di una presentazione presso il Museo Cooper-Hewitt durante la quale Wilburn Bonnell descrisse questa decisione come l'equivalente del graphic design della demolizione del complesso residenziale Pruitt-Igoe: impraticabile, elitario Modernismo che soccombe alle pratiche, difettose imperfezioni della vita quotidiana.»
(Michael Bierut)
La mappa è particolarmente apprezzata da molti designer grazie all'estrema purezza formale e chiarezza dell'informazione che deriva dal suo spazio astratto e dal brillante uso della geometria. Fra gli svariati apprezzamenti, nel 2004 Michal Bierut ne scrisse un eloquente omaggio sul Design Observer, Nordstrom creò un vestito basato su di essa, e Alexander Cheng, un direttore d'orchestra, la trasformò in uno strumento a corde interattivo. Nel 2008, il vice direttore di Vanity Fair (allora staffer di Vogue Uomo) commissionò a Vignelli un'edizione aggiornata della mappa, sulla quale Vignelli lavorò a fondo con il suo staff per correggere ogni precedente difetto. La mappa è stata successivamente tradotta in una versione digitale che ha dato vita all'applicazione ufficiale per dispositivi mobili The Weekender, realizzata dalla Metropolitan Transit Authority, l'ente che nel 1979 sostituì la mappa di Vignelli con quella tradizionale tuttora in uso. L'applicazione si aggiorna tramite internet e permette di conoscere in tempo reale eventuali variazioni o disguidi sulle varie linee metropolitane, oltre ad accompagnare la mappa con delle indicazioni verbali, com'era intenzione di Vignelli sin dal 1972. Nel 2013, un team di ricercatori dell'MIT guidato dalla dottoressa Ruth Rosenholtz ha progettato un modello computerizzato capace di determinare come le persone comprendano una mappa a prima vista, attraverso l'uso di mongrels che simulano il modo in cui il cervello processa l'immagine e la rimanda all'occhio. Mentre la mappa tradizionale oggi in uso diventa un impasto visivo di impossibile lettura, la mappa del 2008 di Vignelli e il suo staff rimane praticamente identica, confermando l'intuizione alla base dell'idea originale.
L'intera storia della mappa della metropolitana di New York è dettagliatamente documentata nel libro Vignelli Transit Maps di Peter B. Lloyd e Mark Ovenden, edito da RIT Press.

### Vignelli Associates
Dopo cinque anni, Vignelli lascia Unimark e nel 1971, assieme alla moglie Lella, fonda a New York la Vignelli Associates. Da allora Vignelli ha lavorato ad una grande quantità di progetti per importanti industrie statunitensi (ad esempio Knoll, cliente principale della Vignelli Associates, e IBM) ed europee (ad esempio Benetton, Ducati, Poltrona Frau, Artemide).
Dagli anni 80 agli anni 2000 Vignelli è stato coinvolto in progetti che spaziano dagli USA all'Europa, dal Sud America fino al Giappone, progetti di ogni tipo, da libri a packaging fino all'identità visuale di un'intera compagnia ferroviaria inglese e la segnaletica per le ferrovie Italiane. Nel 1988 ha curato totalmente l'immagine del TG2 della Rai, dall'identità visuale fino agli studi e agli arredamenti presenti in essi.
Ha inoltre curato diverse esposizioni ed importanti mostre riguardanti il suo lavoro, in Italia, Russia, Finlandia, Danimarca, Inghilterra, Spagna, Germania, Cecoslovacchia, Francia e Stati Uniti e Canada.
Nel 2000 sposta la sede della Vignelli Associates nella sua abitazione a New York, dove continua a lavorare a diversi progetti accompagnato dalla moglie Lella.
Nel 2010, in collaborazione con il Rochester Institute of Technology, nasce il Vignelli Center for Design Studies, dove è stato possibile assistere a workshop sul graphic design tenuti da Vignelli stesso fino al 2013, oltre che ammirare una esposizione del lavoro del maestro.
È stato presidente dell'AGI (Alliance Graphique Internationale), presidente dell'AIGA (American Institute of Graphic Art), vicepresidente dell'Architectural League di New York, membro dell'IDSA (Industrial Designers Society of America).
Malato da tempo, muore nel suo appartamento di New York il 27 maggio 2014 all'età di 83 anni.

## Premi e riconoscimenti (parziale)
- 1964 - Gran Premio Triennale di Milano.
- 1964 - Premio Compasso d'oro dell'ADI (Associazione Disegno Industriale).
- 1973 - Industrial Arts Medal dell'AIA (American Institute of Architects).
- 1982 - Annoverato nella New York Art Directors Club Hall of Fame.
- 1982 - Laurea honoris causa in Belle Arti da parte della Parsons School of Design di New York.
- 1983 - Gold Medal dell'AIGA (American Institute of Graphic Art).
- 1985 - Primo Presidential Design Award, conferitogli da Ronald Reagan per il National Park Service Publications Program.
- 1987 - Laurea honoris causa in Belle Arti da parte del Pratt Institute di New York.
- 1988 - Annoverato nella Interior Design Hall of Fame.
- 1988 - Laurea honoris causa in Belle Arti da parte della Rhode Island School of Design.
- 1991 - National Arts Club Gold Medal for Design.
- 1992 - Interior Product Designers Fellowship of Excellence.
- 1993 - New York State Governor's Award for Excellence.
- 1994 - Laurea honoris causa in Architettura da parte dell'Università di Venezia.
- 1994 - Laurea honoris causa in Belle Arti da parte della Corcoran School of Art di Washington D.C.
- 1995 - Brooklyn Museum Design Award for Lifetime Achievement.
- 1996 - Honorary Royal Designer for Industry Award da parte della Royal Society of Arts di Londra.
- 1998 - Premio Compasso d'oro dell'ADI (Associazione Disegno Industriale).
- 2000 - Laurea honoris causa in Belle Arti da parte dell'Art Center College of Design di Pasadena in California.
- 2002 - Laurea honoris causa in Belle Arti da parte del Rochester Institute of Technology di Rochester, New York.
- 2003 - National Lifetime Achievement Award da parte del National Museum of Design di Cooper-Hewitt, New York.
- 2004 - Visionary Award da parte del Museum of Art and Design di New York.
- 2005 - Architecture Award da parte dell'American Academy of Arts and Letters di New York.